# Sirex géant
Urocerus gigas
Espèce
Sous-espèces de rang inférieur
- Urocerus gigas flavicornis
- Urocerus gigas taiganus

Le Sirex géant, Urocerus gigas, est une espèce d'insectes hyménoptères de la famille des siricidés, dont la larve ronge le bois en creusant des galeries dans diverses espèces d'arbres, ainsi que dans le bois abattu et dans les charpentes. Il est présent dans toute l'Eurasie tempérée.

## Description

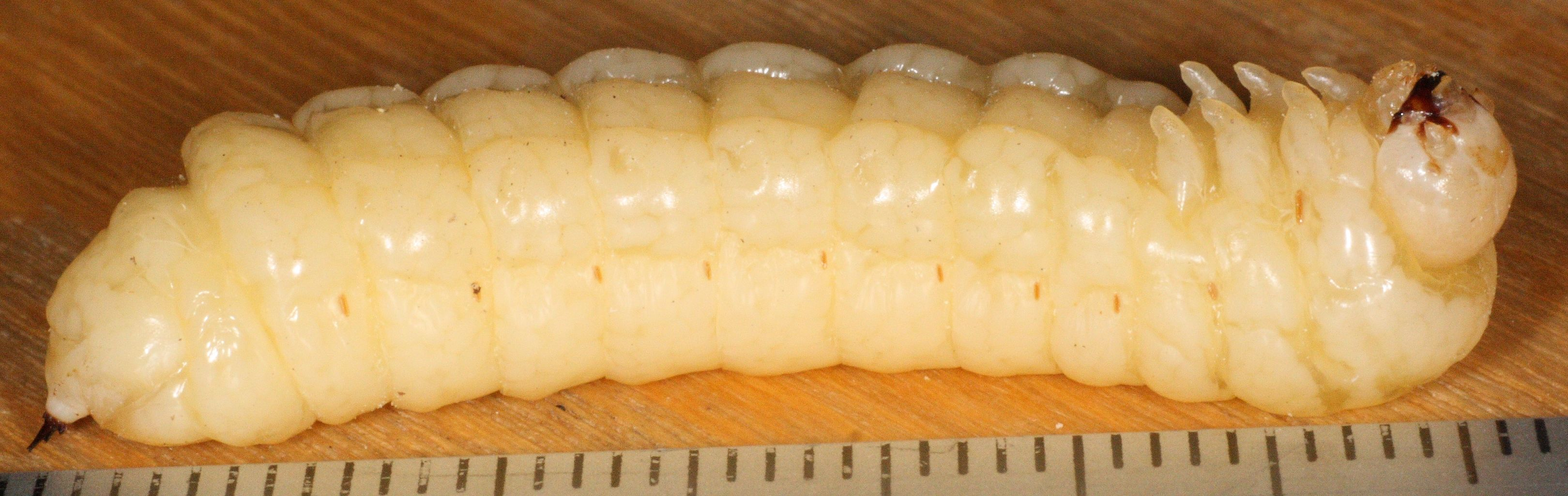
Larve de sirex géant.

La larve, de 20 à 30 mm de long environ est dotée de fortes mandibules ; son corps, pratiquement apode, est blanchâtre et mou.
C'est le plus grand insecte xylophage européen, l'imago mesure de 2 à 4 cm. La femelle est reconnaissable à sa longue et mince tarière ou oviscapte.

## Biologie
L'essaimage des adultes a lieu de la mi-mai à octobre.
Ils volent au soleil, les mâles se rassemblent généralement au sommet des arbres.

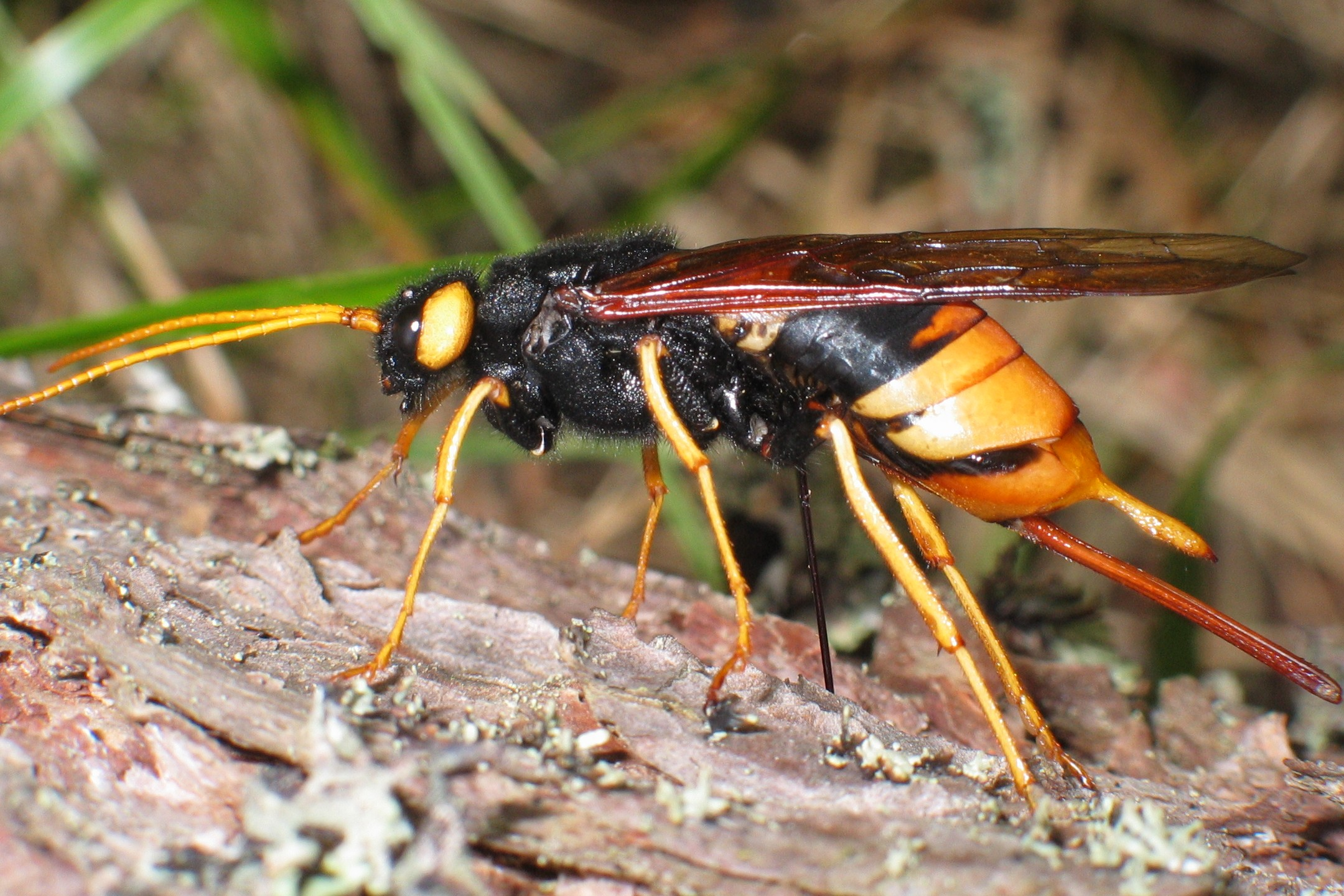
Femelle pondant dans un conifère (fine tarière noire)

La ponte s'effectue en plusieurs fois et les œufs disposés en groupes sont introduits à 20-30 mm de profondeur dans l'aubier, à l'aide du long oviscapte que les femelles possèdent sous l'abdomen.
Les larves apparaissent après 3 semaines et s'alimentent dans l'aubier puis dans le bois en creusant une galerie de 10 à 25 cm de longueur et dont le diamètre augmente avec la taille des larves.
Après plus de 10 mues, elles se nymphosent au fond de la galerie et les adultes émergent après avoir foré un court couloir de sortie au travers du bois.
La durée totale de vie est d'au moins 2 ans et peut aller jusqu'à 5 ou 6 ans.

## Moyens de lutte
- Extraction assez rapide hors forêt des chablis et des arbres dépérissants ;
- après exploitation, réduction au maximum des délais de résidence des grumes en forêt ;
- introduction de parasites (rhysse persuasive) et protection des prédateurs (oiseaux) ;
- si nécessaire, application préventive d'insecticides ou de répulsifs sur les bois qui sont stockés pendant la bonne saison (les sirex géants peuvent s'observer dans les villages et villes).